# Bachtäler im Kaufunger Wald
Die Bachtäler im Kaufunger Wald sind ein Naturschutzgebiet in der niedersächsischen Gemeinde Staufenberg im Landkreis Göttingen.

## Allgemeines
Das Naturschutzgebiet mit dem Kennzeichen NSG BR 157 ist circa 332 Hektar groß. Es ist Bestandteil des 1289,76 Hektar großen, gleichnamigen FFH-Gebietes. Die Teilbereiche des Naturschutzgebietes sind größtenteils durch das Landschaftsschutzgebiet „Kaufunger Wald“ miteinander vernetzt. Ansonstens grenzen sie auf niedersächsischem Gebiet überwiegend an das Landschaftsschutzgebiet „Weserbergland – Kaufunger Wald“, das im Geltungsbereich der Naturschutzverordnung in dem Naturschutzgebiet aufgegangen ist. Das 1968 ausgewiesene Naturschutzgebiet „Hühnerfeld“ ist ebenfalls im Naturschutzgebiet „Bachtäler im Kaufunger Wald“ aufgegangen. Östlich von Nieste grenzen zwei Teilflächen an das auf hessischer Seite liegende Naturschutzgebiet „Oberes Niestetal“. Das Gebiet steht seit dem 29. Juli 2018 unter Naturschutz. Zuständige untere Naturschutzbehörde ist der Landkreis Göttingen.

## Beschreibung
Das aus mehreren Teilbereichen bestehende Naturschutzgebiet liegt nordöstlich von Kassel im Naturpark Münden im Süden Niedersachsens. Es stellt Teile der Bachtäler von Nieste, Ingelheimbach, Schwarzbach, Rotbach, Endschlagbach, Wengebach, Katzengraben und Hungershäuser Bach mit seinen Quellbächen sowie das Hühnerfeld im Kaufunger Wald unter Schutz. Das Naturschutzgebiet umfasst neben den Bächen in erster Linie die Offenlandbereiche der Bachtäler. Hier haben sich durch extensive Grünlandnutzung artenreiche Glatthaferwiesen, Borstgrasrasen und Feuchtwiesen entwickelt. Auf aufgegebenen Feuchtwiesen haben sich Binsen- und Kleinseggensümpfe ausgebildet. Die Bäche werden vielfach von Auwäldern begleitet. Das in das Naturschutzgebiet einbezogene Hühnerfeld ist ein Zwischenmoor auf einer Hochterrasse des Kaufunger Waldes, das durch Beweidung eines Waldes mit Rindern, Pferden, Schweinen und Schafen entstanden ist. Hier sind Borstgrasrasen, Pfeifengraswiesen und Kleinseggenriede sowie Moorbereiche mit Hochmoorvegetation entstanden.
Die Bäche sind naturnah mit unverbauten Ufern und natürlichem Abflussgeschehen. Sie verfügen an besonnten Stellen über flutende Wasservegetation. Die bachbegleitenden Auwälder werden von Schwarzerle, Esche und Bruchweide geprägt. Dazu gesellen sich Stieleiche und Hasel. Weiterhin siedeln hier u. a. Berg- und Rippenfarn, Pfeifengras, Bitteres Schaumkraut, Quellsternmiere und Torfmoose. Die Bäche sind Lebensraum u. a. von Groppe und Bachneunauge.
Die Grünlandbereiche stellen sich als artenreiche Wiesen und Weiden dar. Sie werden extensiv bewirtschaftet. Einige Flächen werden zur Pflege beweidet, darunter Flächen im  Endschlagbachtal, die mit Islandpferden beweidet werden. Die Borstgrasrasen beherbergen Borstgras, Dreizahn, Grannenlosen Schafschwingel, Gewöhnliches Pfeifengras, Vielblütige Hainsimse, Sparrige Binse, Wiesensegge, Hirsesegge, Hasensegge, Arnika, Geflecktes Johanniskraut, Hainaugentrost, Bergplatterbse, Waldläusekraut, Gewöhnlichen Teufelsabbiss, Geflecktes Knabenkraut, Quendelblättriges Kreuzblümchen, Gewöhnliches Kreuzblümchen, Blutwurz, Waldehrenpreis, Hundsveilchen, Habichtskraut und Harzer Labkraut. Weiterhin beherbergen die Grünlandbereiche Gewöhnliches Ruchgras, Rotes Straußgras, Feldhainsimse, Knöllchensteinbrech, Heilziest, Wiesenknöterich, Schwarze Teufelskralle, Sumpfschafgarbe, Sumpfhornklee, Kuckuckslichtnelke, Kleines Habichtskraut, Ackerwitwenblume, Magerwiesenmargerite, Frauenmantel, Kleine Bibernelle, Herbstzeitlose und Großen Wiesenknopf, der für das Vorkommen des Dunklen Wiesenknopf-Ameisenbläulings wichtig ist.
Brachliegende Flächen sowie Randbereiche der Grünländer und teilweise die Bachufer werden von feuchten Hochstaudenfluren eingenommen. Hier siedeln neben anderen Rohrglanzgras, Waldsimse, Echtes Mädesüß, Echter Baldrian, Blutweiderich und Gilbweiderich. Stellenweise sind Gehölze und Baumgruppen in die Grünlandbereiche und Brachen eingestreut.

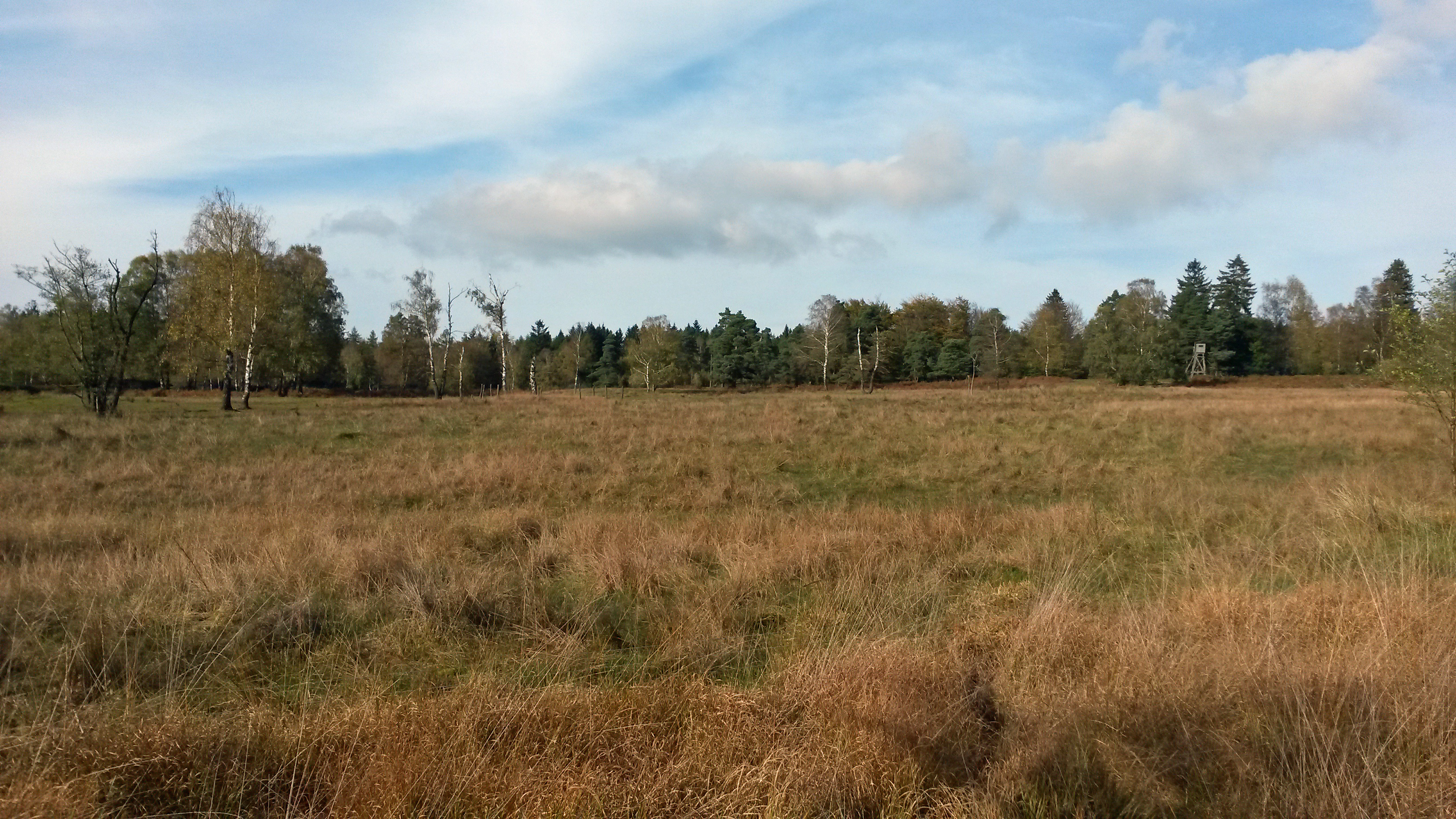
Hühnerfeld

Die Pflanzengesellschaften des Hühnerfelds sind von moorigen Standorten geprägt. Auf Moorböden siedeln Torfmoose, Weißes Schnabelried, Gewöhnliche Moosbeere, Schmalblättriges und Scheidenwollgras, Gewöhnlicher Wassernabel sowie Rasenbinse, Wiesensegge und Igelsegge. Pfeifengraswiesen werden von Blauem Pfeifengras, Spitzblütiger Binse, Knäuelbinse, Feldhainsimse, Teufelsabbiss, Wassernabel, Blutwurz und Heilziest eingenommen. Das Hühnerfeld ist Quellgebiet eines Nebenbachs des Rotbachs.
Das Naturschutzgebiet ist Lebensraum u. a. von Nördlichem Kammmolch und Großem Mausohr sowie verschiedener Libellen, darunter der Zweigestreiften Quelljungfer.
Die westlich von Nieste liegenden Bachtäler grenzen vielfach an landwirtschaftliche Nutzflächen, während die östlich von Nieste liegenden Bereiche nahezu vollständig in den Wäldern des Kaufunger Waldes liegen. Schwarz- und Rotbach sowie Ingelheimbach werden von der Kreisstraße 212 bei Nienhagen gequert, den Enschlagbach quert etwas oberhalb der Mündung des Baches in die Nieste die Landesstraße 563, die im weiteren Verlauf am Rand der Talräume des Enschlagbachs verläuft und auch den Bereich des Hungerhäuser Bachs berührt. Die Landesstraße 563 grenzt auch westlich von Nieste an das Naturschutzgebiet. Ansonsten werden die Talräume nur an wenigen Stellen von Wald- und anderen Wirtschaftswegen gequert.